# Липень 2019
Липень 2019 — сьомий місяць 2019 року, що розпочався у понеділок 1 липня та закінчився у середу 31 липня.

## Події
- 1 липня
  - На борту російського глибоководного апарату АС-12 «Лошарик» унаслідок пожежі загинуло 14 моряків-підводників[1].
  - Протестувальники увірвалися до парламенту Гонконгу[2].
  - Державне бюро розслідувань провело слідчі дії щодо купівлі-продажу телеканалу «Прямий»[3].
  - Фінляндія розпочала головування в Раді ЄС[4].
- 2 липня
  - Відбулось повне сонячне затемнення[en] (Південна Америка і південний край Північної Америки)[5][6].
  - Вчені знайшли в атмосфері Марса токсичні речовини, небезпечні для життя[7].
- 3 липня
  - Президентом Європейського парламенту обрано представника Італії Давида Сассолі[8].
  - У Німеччині запустили перші мережі нового покоління 5G в Берліні та Бонні[9].
  - На острові Стромболі (Італія) відбулося виверження вулкану, в результаті якого загинула людина[10].
- 4 липня
  - У Великій Британії залізничною колією вперше проїхав потяг на водні виробництва Бірмінгемського університету (BCRRE)[11].
- 7 липня
  - Переможцем Кубку Америки з футболу 2019 серед чоловіків стала команда Бразилії[12].
  - Переможцем Чемпіонату світу з футболу серед жінок стала команда США[13].
- 8 липня
  - Збірна Бразилії стала переможцем Кубка Америки вдев'яте (1919, 1922, 1949, 1989, 1997, 1999, 2004, 2007, 2019 роки)[14].
  - Телеканалу NewsOne анонсував проведення «телемосту» з Російською Федерацією на російському телебаченні у п'ятницю, 12 липня[15].
- 9 липня
  - Генеральна прокуратура України відкрила кримінальне провадження проти власників телеканалу NewsOne за підозрою у фінансуванні тероризму через анонсу проведення телемосту з Росією[16].
  - Еліна Світоліна вийшла до півфіналу Вімблдону, оновивши національний рекорд серед жінок в одиночному розряді на турнірах «Великого шолому»[17].
- 10 липня
  - Кабінет Міністрів України ухвалив рішення про запровадження пілотного проекту «е-малятко» щодо спрощення отримання послуг при народженні дитини[18].
- 11 липня
  - Суд ЄС скасував санкції 2018 року проти Віктора Януковича та його команди[19].
  - Верховна Рада України прийняла новий Виборчий кодекс[20].
  - Через шторм введено надзвичайний стан на півострові Халкідікі (Греція), загинули 7 людей, понад 100 постраждали[21].
- 12 липня
  - Суд в Італії засудив українського воїна-добровольця Віталія Маркова до 24 років ув'язнення за справою щодо загибелі італійського фотокореспондента Андреа Роккеллі та росіянина Андрія Миронова[22].
  - У Чорному морі завершилися військові навчання Сі Бриз, які тривали з 1 липня. У них взяли участь понад 3 тисячі військовослужбовців, 33 бойові кораблі, 27 літальних апаратів з 19 країн світу[23].
  - У результаті терористичного нападу на готель Asasey в Сомалі 26 людей загинуло, ще понад 50 отримали поранення[24].
- 13 липня
  - Федеральна торгова комісія Сполучених Штатів (FTC) схвалила штраф для компанії Facebook у розмірі 5 млрд доларів за доступ до особистих даних 87 млн користувачів соцмережі без їхнього відома[25].
  - Українська тенісистка Дар'я Снігур виграла Вімблдонський турнір серед дівчат в одиночному розряді[en], здолавши у фіналі американку Алексу Ноель[26].
- 14 липня
  - Переможцем Вімблдона серед чоловіків став Новак Джокович, серед жінок — Симона Халеп[27].
  - Завершилась Літня універсіада, що проходила в Італії. Найбільшу кількість нагород отримали японські спортсмени, українці в медальному заліку на 11-му місці[28].
  - У Києві завершився музичний фестиваль Atlas Weekend[29].
- 15 липня
  - Збірна України з синхронного плавання виграла чемпіонат світу у Кванджу, здобувши перше в історії змагань золото у новій дисципліні хайлайт[en][30]
- 16 липня
  - Місячне затемнення[en] (Місячний сарос 139) в Антарктиді, Африці, Південній Америці, Європі, Азії та частині Північної Америки[31].
- 17 липня
  - Внаслідок збройного нападу на співробітників генерального консульства Туреччини в місті Ербіль (Ірак) загинув дипломат.[32]
- 18 липня
  - Щонайменше 33 особи загинули внаслідок підпалу анімаційної студії «Kyoto Animation» в Кіото, Японія[33].
- 19 липня
  - Переможцем Кубку африканських націй стала команда Алжиру, яка у фіналі перемогла команду Сенегалу[34].
  - Помер видатний актор Рутгер Гауер[35].
- 20 липня
  - З космодрому «Байконур» стартував космічний корабель Союз МС-13 із трьома космонавтами на борту, учасниками експедицій МКС-60/61 на МКС[36].
  - Гран-прі 10-го Одеського міжнародного кінофестивалю отримали дві картини — грузинська стрічка Левана Акіна «А потім ми танцювали» та українська драма Нарімана Алієва «Додому»[37].
  - Ольга Харлан здобула золоту медаль у змаганнях на шаблях на Чемпіонаті світу з фехтування та стала шестиразовою чемпіонкою світу[38].
- 21 липня
  - В Україні відбулися парламентські вибори. До складу Верховної Ради проходять 5 політичних партій («Слуга народу», «Опозиційна платформа — За життя», «Європейська Солідарність», ВО «Батьківщина» та «Голос»), а також 199 депутатів, обраних за мажоритарною системою в одномандатних округах[39].
  - Фільм «Месники: Завершення» обійшов «Аватар» і зі зборами 2,790 млрд доларів став найкасовішим фільмом в історії[40].
- 22 липня
  - Індія успішно запустила на Місяць міжпланетну станцію Чандраян-2[41].
- 23 липня
  - Новим прем'єр-міністром Великої Британії обраний Борис Джонсон, він вступить на посаду 24 липня, замінивши Терезу Мей[42].
  - Новим міністром оборони США призначено Марка Еспера[43]
- 24 липня
  - Федеральна торгова комісія США оштрафувала Facebook на рекордну суму — 5 мільярдів доларів[44][45].
  - Прикордонники Північної Кореї затримали російський сейнер «Сянхайлінь-8»[46].
  - Парламент Іспанії відмовився переобрати Педро Санчеса на посаду прем'єр-міністра[47][48].
  - СБУ спільно з Військовою прокуратурою затримали російський танкер NEYMA, який блокував українські військові кораблі в Керченській протоці у 2018 році[49][50].
- 25 липня
  - У віці 93 років помер президент Тунісу Беджі Каїди Ес-Себсі[51].
  - Радник посольства Білорусі в Туреччині отримав вогнепальні поранення під час збройного нападу[52][53].
  - Запуск вантажного корабля Dragon місії CRS-18 компанії SpaceX до МКС[54].
- 26 липня
  - Засновник Bellingcat Еліот Хіггінс повідомив про кібератаки проти дослідницької групи, яку він пов'язує з розслідуваннями щодо Росії[55][56].
  - Олімпійський комітет Росії отримав від Міжнародного олімпійського комітету офіційне запрошення взяти участь у літній Олімпіаді-2020 року в Токіо[57][58].
- 27 липня
  - Синод ПЦУ ухвалив рішення створити румунський православний вікаріат для етнічних румунів в Україні[59].
  - На Філіппінах сталося два землетруси магнітудою 5,4 і 5,9 бала, загинули вісім осіб, десятки людей постраждали[60].
  - У Москві близько 3,5 тис. осіб узяли участь в акції проти недопуску кандидатів на вибори в Мосміськдуму, понад 1000 осіб затримано[61][62].
- 28 липня
  - Динамо (Київ) обіграло донецький «Шахтар» у матчі за Суперкубок України[63].
  - На Чемпіонаті світу з водних видів спорту найбільше нагород — 30 отримали спортсмени Китаю; Україна з 7 нагородами у медальному заліку на 14 місці[64].
  - За підсумками Літнього Європейського юнацького олімпійського фестивалю 2019[en] 1-ше місце здобула Росія (65 медалей); Україна посіла 6-те місце (25 медалей)[65]
  - Переможцем Тур де Франс 2019[fr] став колумбієць Еган Берналь[66].
- 30 липня
  - Лісові пожежі у Сибіру: площа пожеж становить майже 3 мільйони гектарів тайги. Найбільш потужні пожежі вирують в Іркутській області, Красноярському краю і Якутії[67].
- 31 липня
  - Бразильський бойовик Рафаель Лусваргі засуджений до 13 років позбавлення волі[68].